# Chico Freeman

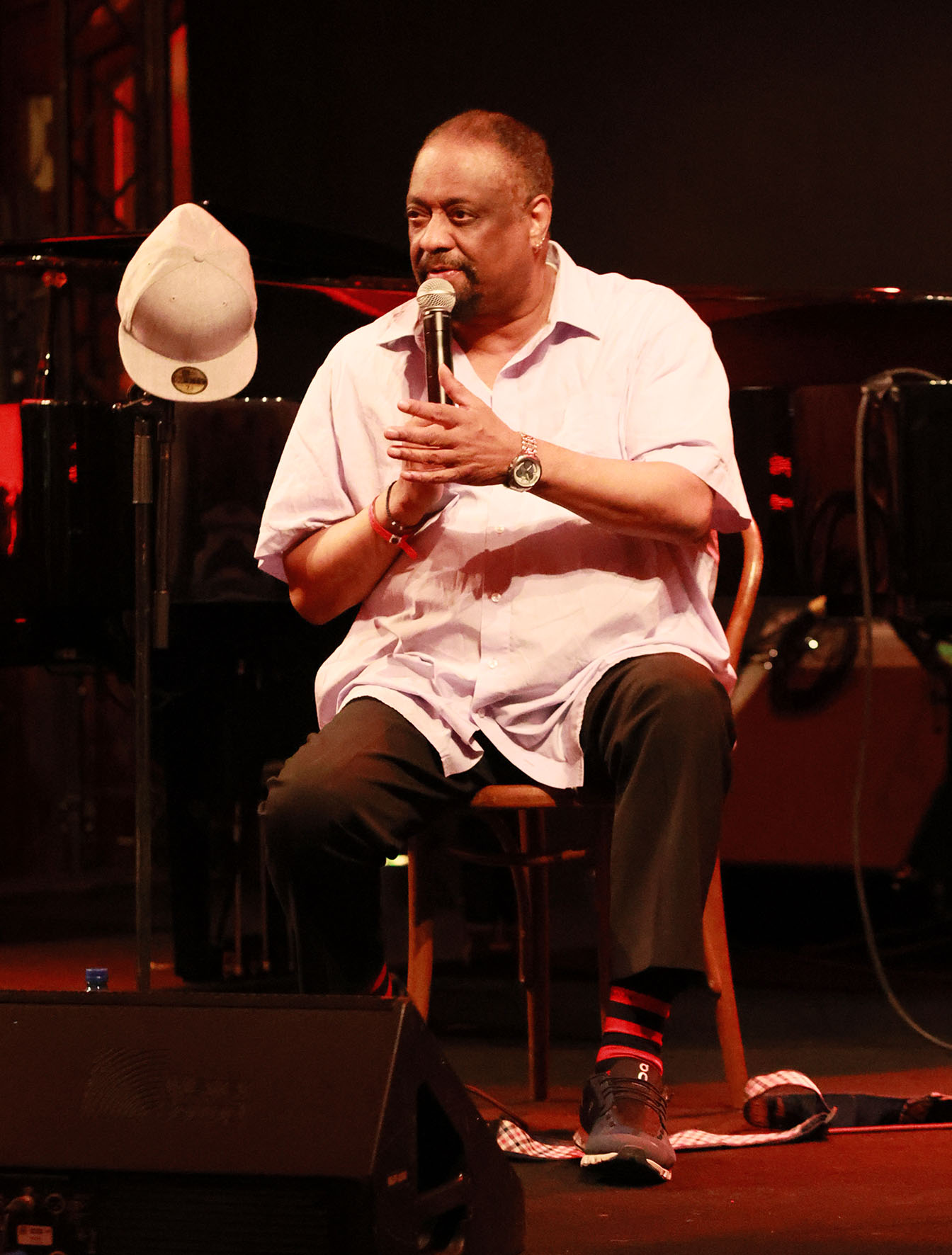
Chico Freeman (2022)

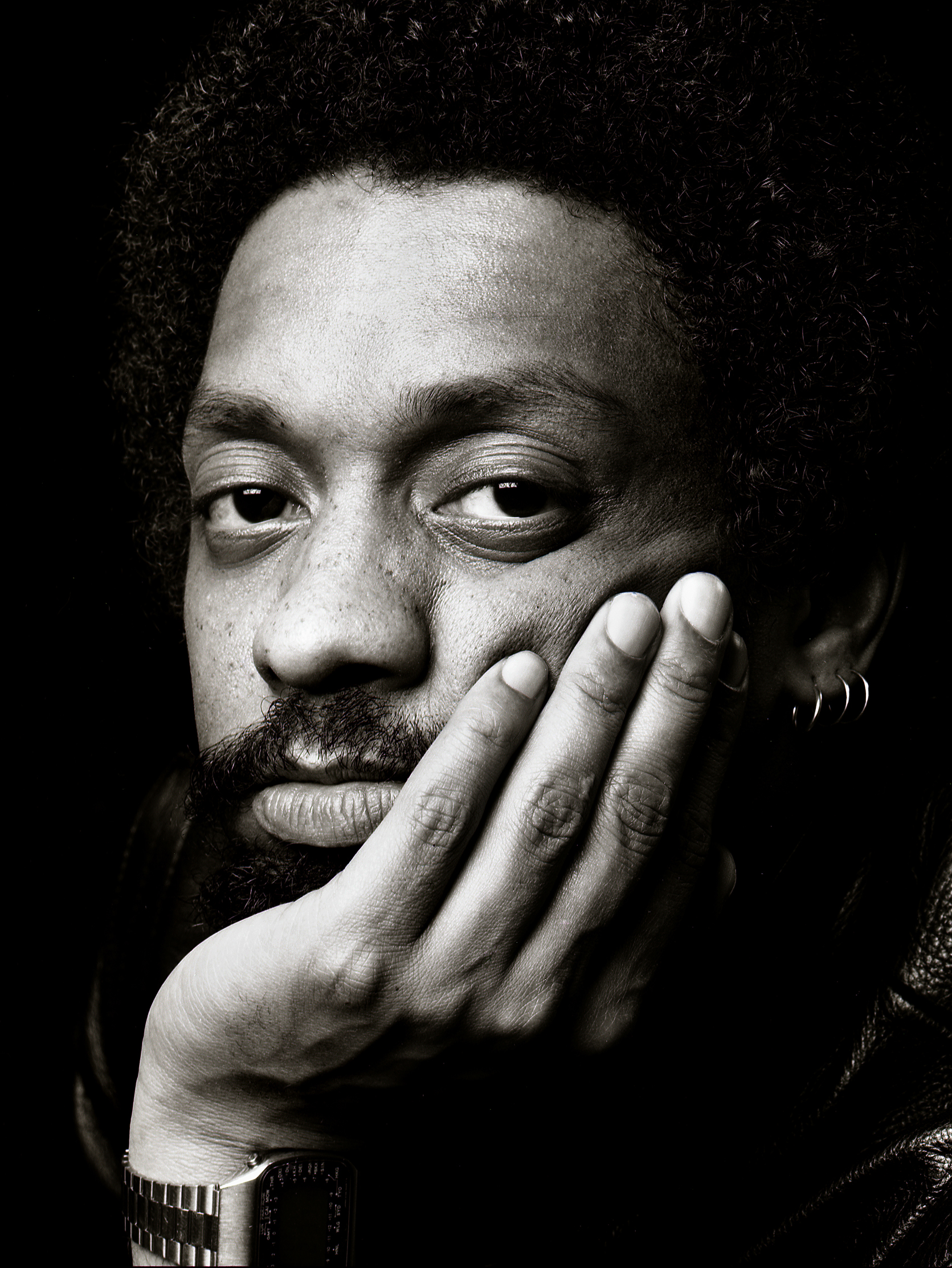
Chico Freeman (1980er Jahre)

Chico Freeman (* 17. Juli 1949 in Chicago, Illinois als Earl Lavon Freeman Jr.) ist ein US-amerikanischer Jazzmusiker (Saxophon, Klarinette, Flöte, Komposition).

## Leben und Wirken
Der Sohn des Chicagoer Saxophonisten Von Freeman lernte in der Vorschule Klavier, in der Schule Trompete, trat als Jugendlicher jedoch hauptsächlich mit Vokalgruppen auf. Während seines Mathematikstudiums entdeckte er für sich das Tenorsaxophon und wechselte dann an die Governors State University, um ein Musikstudium zu absolvieren. 1976 gewann die von ihm geleitete Universitätsband beim Notre Dame Jazz Festival insgesamt fünf Preise, wovon ihm selbst zwei zuerkannt wurden. Sein Studium ergänzte er durch Privatstunden bei Muhal Richard Abrams. In dieser Zeit spielte er in AACM-Ensembles, in der Band seines Vaters, aber auch mit Bluesmusikern wie Junior Wells oder Memphis Slim. 1976 zog er nach New York, wo er mit Sam Rivers, Cecil McBee und anderen Vertretern der Loft-Jazz-Szene arbeitete, aber auch mit Jeanne Lee und mit Sun Ra. Mit der Band von Elvin Jones tourte er 1977 durch Europa. Anschließend spielte er mit Don Pullen. Mit der AACM-Big Band und mit seinem Vater war er 1979 beim Moers Festival und beim Berliner Jazzfestival zu Gast.
Während er zunächst in eigenen Gruppen mit Anthony Davis oder Billy Hart den Avantgarde Jazz weiter auslotete, wendete er sich Anfang der 1980er auch der Traditionspflege zu. Er ist wahrscheinlich der erste experimentelle Jazzer seiner Generation, der mit „Destiny’s Dance“ ein Album nur mit Standards vorlegte. Passend zum Album „Tradition in Transition“ (1982) kleidete er sich und seine Tournee-Band in einheitliche Anzüge ein. Sowohl mit eigenen Gruppen als auch mit Jack DeJohnettes Special Edition und mit McCoy Tyner bespielte er große amerikanische und europäische Festivals.

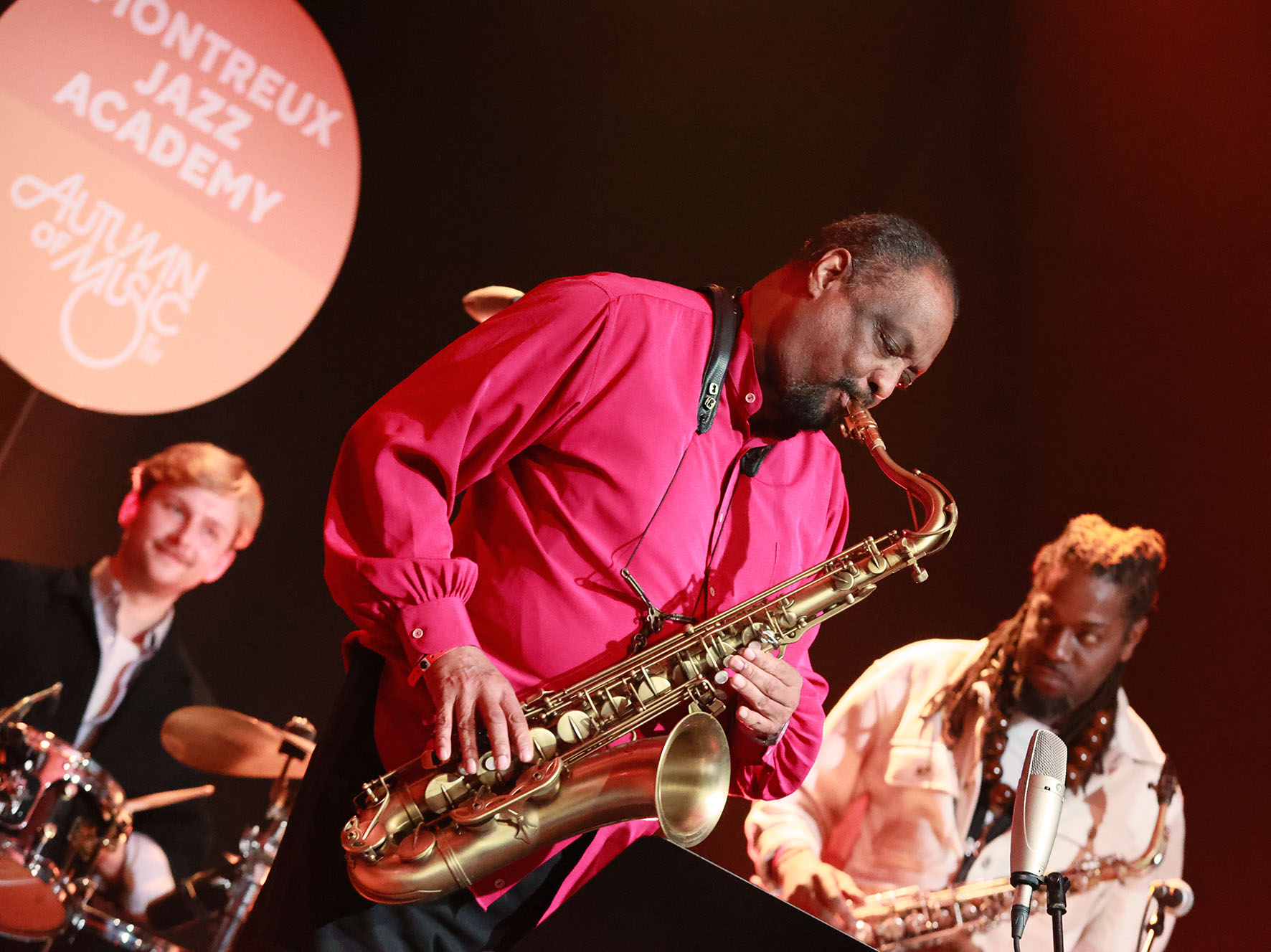
Beim Festival Autumn of Music Montreux (2022)

1984 gründete er mit Famoudou Don Moye die All Star-Formation The Leaders, dem außer ihm Arthur Blythe, Lester Bowie, Kirk Lightsey, Cecil McBee und anfangs Don Cherry und Don Pullen angehörten. Daneben arbeitete er weiterhin mit seinem Vater sowie eigenen Gruppen; neben akustischen Gruppen leitete er mit Brainstorm auch eine Electric Band. An seinen jüngeren Einspielungen sind auch Mal Waldron oder Dianne Reeves beteiligt. Er spielte regelmäßig mit dem Reto Weber Percussion Orchestra und weiteren Gästen wie Albert Mangelsdorff („The Wake Keeping“, 1996) oder Franco Ambrosetti („Face to Face“, 2001). Daneben wirkte er auch an Einspielungen von Tito Puente, Machito, Ray Barretto, Lester Bowie oder Kip Hanrahan mit.
Ab den 2000er-Jahren arbeitete Freeman weiterhin mit Musikern wie Franco Ambrosetti (Face to Face), Idris Ackamoor (Homage To Cuba, 2004), Avery Sharpe, Fritz Pauer (The Essence of Silence, 2010), Caryl Baker und seinem Onkel, dem Gitarristen George Freeman (All in the Family, 2015).
Im Bereich des Jazz war er laut Tom Lord zwischen 1975 und 2015 an 105 Aufnahmesessions beteiligt.

## Diskografie (Auswahl)

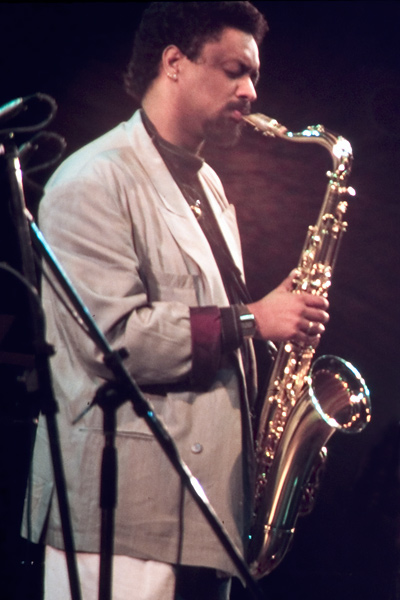
Chico Freeman (1989)

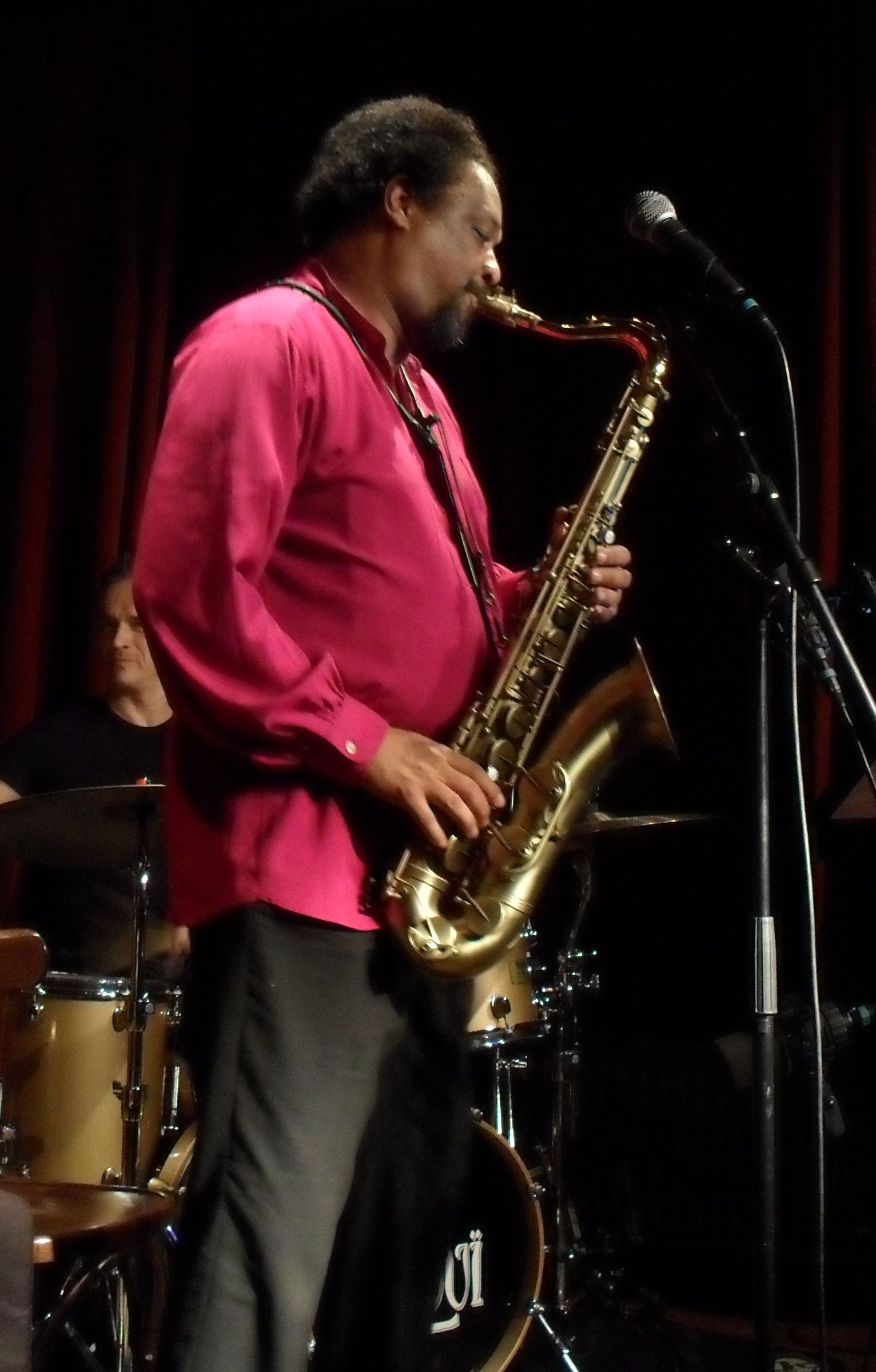
L'Inouï Jazz-Club in Redingen (2011)

- 1976  Morning Prayer (Whynot/India Navigation) mit Henry Threadgill, Muhal Richard Abrams und Cecil McBee
- 1977  Chico (India  Navigation)
- 1977  Beyond the Rain (Contemporary) mit Hilton Ruiz und Elvin Jones
- 1978  Kings of Mali, The Outside Within und Spirit Sensitive (India Navigation) mit Jack DeJohnette u. a.
- 1979  Spirit Sensitive (India Navigation)
- 1979  No Time Left (Black Saint) mit Jay Hoggard und Don Moye
- 1980  Peaceful Heart, Gentle Spirit (Contemporary) mit James Newton, Kenny Kirkland
- 1981  Freeman & Freeman (India  Navigation) mit Von Freeman
- 1981  Destiny’s Dance (Contemporary) mit Wynton Marsalis, Bobby Hutcherson
- 1981  The Outside Within (India Navigation)
- 1982  Tradition in Transition (Elektra/Musician) mit Wallace Roney
- 1983  The Search (India Navigation)
- 1984  Tangents (Elektra/Musician) mit Bobby McFerrin
- 1986  The Pied Piper (Black-Hawk) mit John Purcell, Kenny Kirkland  und Elvin Jones
- 1987  Tales of Ellington (Black-Hawk)
- 1989  Luminous (Jazz House) mit Arthur Blythe, John Hicks
- 1989  The Mystical Dreamer (In + Out) mit Brainstorm
- 1989  You’ll Know When You Get There (Black Saint) mit Von Freeman
- 1989  Up and Down (Black Saint) mit Mal Waldron
- 1990  Sweet Explosion (In + Out) mit Brainstorm
- 1993  The Unspoken Word (Jazz House) mit Arthur Blythe live
- 1994  Focus (Contemporary)
- 1995  Still Sensitive (India Navigation)
- 1995  The Emissary (Clarity)
- 1999  Von & Chico Freeman Live at the Blue Note (Half Note) mit Dianne Reeves als Gast
- 2001  Oh, by the Way (Double Moon) mit Guataca
- 2010  The Essence of Silence (Jive Music) mit dem Fritz Pauer Trio
- 2011  David Murray, Chico Freeman with Özay (ITM)
- 2012  Elvin: Tribute to Elvin Jones (Edel) mit Joe Lovano, Martin Fuss, George Cables, Lonnie Plaxico, Winard Harper
- 2015 The Arrival (Intakt), Duo mit Heiri Känzig

## Lexikalischer Eintrag
- Martin Kunzler: Jazz-Lexikon. Band 1: A–L (= rororo-Sachbuch. Bd. 16512). 2. Auflage. Rowohlt, Reinbek bei Hamburg 2004, ISBN 3-499-16512-0 (Stichwort „Chico Freeman“).
- Ian Carr, Digby Fairweather, Brian Priestley: Rough Guide Jazz. Der ultimative Führer zur Jazzmusik. 1700 Künstler und Bands von den Anfängen bis heute. Metzler, Stuttgart/Weimar 1999, ISBN 3-476-01584-X (Stichwort Chico Freeman).
- Richard Cook, Brian Morton: The Penguin Guide to Jazz on CD. 6. Auflage. Penguin, London 2002, ISBN 0-14-051521-6.